# チーム鯱
チーム鯱（ちーむしゃちほこ、正式名称 TEAM SHACHI-HOKO）とは、クロック同期設計の機器の動作クロックの周波数を定格の最高を上回る周波数にするオーバークロックを競技として行う、愛知県を中心に活動するチーム。
約10名と少数精鋭で世界競技として上位を競い合っている。ロゴは名古屋市のシンボルである金鯱を採用。
チームとして分散コンピューティングを用いたBOINCプロジェクトのうちWorld Community Gridに参加。水冷PCを用いてCPU負荷100%で24時間365日PCを稼働させている。
また、定期的にオーバークロックイベントを開催している。

チーム鯱イベントの様子

## 年表
| 日時                   | 内容 | 詳細                                                    |
| ---------------------- | --- | ------------------------------------------------------- |
| 2010年5月1-2日         | PCワールド岡崎本店「Xtreme OverClock BreakThrough」イベント                                                                           | 極冷イベント開催                                        |
| 2010年7月3日           | 日経BP社主催「DIY PC EXPO 2010 in NAGOYA」参加                                                                                        | 水冷PCの展示、チーム正式結成                            |
| 2010年8月24日-10月11日 | FF14ベンチ祭り参加 | FF14ベンチマーク大会に参加                              |
| 2010年12-2月           | インプレス社主催「Windows7&IE9杯」参加                                                                                                | 「究極パフォーマンス賞」「ゲーム部門賞」「ZOTAC賞」受賞 |
| 2011年2月              | BOINCチームチャレンジ「Childhood Cancer Day 2011」参加                                                                                | 参加94チーム中世界10位/日本4位                          |
| 2011年5月              | チャリティイベント「Xtreme OverClock Breakthrough #2」開催                                                                            | 被災地に向けてチャリティイベントを実施                  |
| 2011年8月              | インプレス社主催「Windows7杯 自作PCの祭典2011「真夏の省電力スペシャル」」参加                                                         | Windows Home Server2011部門賞を受賞                     |
| 2011年12月             | BOINCチームチャレンジ「WCG Cannonball Run!! 11」参加                                                                                  | 参加89チーム中世界11位/日本4位                          |
| 2012年5月              | エディオン安城店「Xtreme OverClock BreakThrough 3rd Stage」開催                                                                       | ユーザーイベントとして全国で初                          |
| 2012年12月             | BOINCチームチャレンジ「WCG Cannonball Run!! 2012」参加                                                                                | 参加69チーム中世界4位/国内2位                           |
| 2013年5月              | 大須ツクモ名古屋1号店「2013 G.W. Xtreme OverClock BreakThrough 4th Stage」開催                                                        | 真空管アンプの展示、LEDワークライト「SUPEX」の展示ほか  |
| 2013年12月             | BOINCチームチャレンジ「WCG Cannonball Run!! 13」参加                                                                                  | 参加38チーム中世界6位/日本1位                           |
| 2014年5月              | 大須グッドウィルEDM本店「2014 G.W. Xtreme OverClock BreakThrough 5th Stage」開催                                                      | オーバークロックイベント開催                            |
| 2015年8月              | 東京・秋葉原OLIOSPEC「Xtreme OverClock BreakThrough 6th Stage by O.C Team SHACHI-HOKO and Enthusiast Casemodders コラボイベント」開催 | Mod PC&オーバークロックコラボイベント開催               |

## テーマソング
オーバークロックをテーマにしたチームのテーマソングが存在し、イベントのBGMとして演奏されている。系統はHIPHOP。一般に音源は公開されていない。